# Independent's Day
Independent's Day è il terzo album in studio del rapper statunitense Royce da 5'9", pubblicato nel 2005.

## Tracce
1. Intro – 0:29
2. I Owe You – 4:24
3. Ride (featuring Juan, Big Herk & Ingrid Smalls) – 4:14
4. Wet My Whistle (featuring Sara Stokes) – 3:36
5. Politics (featuring Cee Lo Green) – 4:37
6. Looking at My Dog (featuring Yo Gotti & Ingrid Smalls) – 4:32
7. Right Back (featuring Juan & Kid Vishis) – 3:40
8. Skit – 0:37
9. Blow Dat... – 3:50
10. Chips on Pistons (featuring Blade Icewood, Ingrid Smalls & Jay Black) – 4:25
11. Skitt – 0:36
12. Fuck My Brains Out (featuring June & Ingrid Smalls) – 3:31
13. Independent's Day – 3:47
14. Meeting of the Bosses – 4:01
15. Skit – 0:32
16. Paranoia (featuring La the Darkman) – 3:54
17. Lay It Down (featuring Juan, K-Doe & Fizz) – 4:18
18. Yeah (featuring Ingrid Smalls) – 3:48